# Карвина (район)
Карвина (чеш. Okres Karviná) — один из 6 районов Моравскосилезского края Чешской Республики. Административный центр — город Карвина. Площадь — 356,24 кв. км., население составляет 276 660 человек. В районе насчитывается 17 муниципалитетов, из которых 7 — города.

## География
Граничит с районами Опава на северо-западе, Острава-город на западе, и Фридек-Мистек на юге. С востока и севера — государственная граница с Польшей.

## Города и население
Данные на 2009 год:
| Город       | Население |
| ----------- | --------- |
| Гавиржов    | 82 296    |
| Карвина     | 62 661    |
| Орлова      | 33 051    |
| Чески-Тешин | 25 942    |
| Богумин     | 22 894    |
| Петршвальд  | 7 075     |
| Рихвальд    | 7 002     |

| Всего           | Женщин            | Мужчин            |
| --------------- | ----------------- | ----------------- |
| 277 379 (100 %) | 139 290 (50,22 %) | 138 089 (49,78 %) |

Средняя плотность — 778,63 чел./км².